# Aeródromo Las Malvinas
El Aeropuerto Las Malvinas / Echarate ( IATA : VVN , ICAO : SPWT ) es un aeropuerto que sirve a la planta de gas natural Las Malvinas en la Región Cusco del Perú. La pista está adyacente a la planta, y es su principal acceso de transporte. Esta no se encuentra cerca de ningún pueblo, localizada en el río Urubamba. Su función es procesar gas natural de los campos de gas de Camisea y lo envía a lo largo de dos ductos para exportación y uso doméstico. Su pista tiene 1670 m/5479 p de longitud de dirección 17/35, su superficie es de grava compactada.
Las Malvinas VOR-DME (Ident: MLV ) y las balizas no direccionales (Ident MLV ) están ubicadas en el campo.